# Paradip
Paradip est une ville indienne située dans l'Odisha. La municipalité avait une population de 68 585 habitants en 2011. C'est un port important de matières premières tel que le fer ou le charbon.